# Tomokazu Harimoto
Tomokazu Harimoto (japanska: 張本智和) född Zhang Zhihe 27 juni 2003 i Sendai, Japan, är en japansk bordtennisspelare med kinesiska föräldrar.
Harimoto deltog som 6-åring i sitt första japanska ungdomsmästerskap för 7-åringar och tog sig till åttondelsfinal.
Redan som elvaåring visade Harimoto upp sig i Sverige i turneringen Safirs internationella. Han besegrade bland annat svenske landslagsspelaren Jens Lundqvist i semifinalen. 
2015 blev han den yngsta någonsin att kvala in till en världstourtävling när han fick gå en match mot världsettan Ma Long i Polen Open. Några månader tidigare fyllde han tolv år.
Vid världsmästerskapen i bordtennis 2017 i Düsseldorf blev Harimoto det stora samtalsämnet. På sin väg fram till kvartsfinal slog den då 13-åringa Harimoto landsmannen och OS-trean Jun Mizutani, taiwanesiske juniorvärldsmästaren Cheng-Ting Liao och den 20 år äldre slovaken Ľubomír Pištej. Han förlorade sedan i kvartsfinal till Xu Xin. I lagtävlingen vid olympiska sommarspelen 2020 i Tokyo tog han en bronsmedalj.

## Familj
Harimotos föräldrar är före detta kinesiska bordtennisspelare. Hans far och tränare, Yu Harimoto, var i unga år kinesisk juniorlandslagsspelare. 1998 flyttade han till Japan för första gången för att arbeta som tränare på ett bordtenniscenter i Sendai.
Hans mor, Zhang Ling, deltog vid Världsmästerskapen i bordtennis 1995 som spelare i det kinesiska landslaget. 2014 blev familjen (utom modern) japanska medborgare och bytte därmed namn.

## Meriter
- Bordtennis VM
  - 2017 i Düsseldorf
    - Kvartsfinal herrsingel

- Asiatiska mästerskapen TTFA/ATTU
  - 2017 i Wuxi
    - 1/16-final herrsingel
    - 3:e plats med det japanska herrlaget

- Bordtennis vid olympiska sommarspelen
  - 2020 i Tokyo
    - 1/16-final herrsingel
    - 3:e plats med det japanska herrlaget